# ماثيو رووي
ماثيو رووي (بالإنجليزية: Matthew Rowe)‏ هو دراج بريطاني، ولد في 28 أبريل 1988 في كارديف في المملكة المتحدة.

## وصلات خارجية
- ماثيو رووي على موقع الاتحاد الدولي للدراجات (الإنجليزية)
- ماثيو رووي على موقع أرشيف الدراجات (الإنجليزية)
- ماثيو رووي على موقع إحصائيات الدراجات الإحترافية (الإنجليزية)